# État de Scott
Pour les articles homonymes, voir Scott.
L'État de Scott est le résultat d'un mouvement sécessionniste du comté de Scott (Tennessee) qui le proclame durant la guerre de Sécession et forme l'État libre et indépendant de Scott en protestation de la séparation de l'État du Tennessee des États-Unis. Scott devient une communauté enclavée de l'Union au sein du Tennessee. Bien qu'il n'ait été jamais reconnu par aucun État officiel, le comté abroge l'acte de sécession en 1986.

## Histoire
Le Tennessee est le dernier état à se séparer de l'Union. Le 8 juin 1861, la population du comté de Scott, influencée par le discours quelques jours plus tôt du sénateur Andrew Johnson, vote par 541 voix contre 19 contre le référendum dans le Tennessee sur la sécession de l'Union. Plus tard dans l'année, la cour du comté décide d'approuver la résolution unanime de la sécession du Tennessee de l'assemblée du comté de Scott, permettant la formation immédiate de l'État indépendant de Scott. De peu de valeur stratégique, l'État dans les montagnes n'est pas un site majeur de la guerre.
Un cimetière à Annadale est le seul cimetière reconnu comme national par l'État de Scott. Il est couplé aujourd'hui avec le cimetière de l'église baptiste. Début 1947, John F. Ellis annonce que toutes les propriétés détenues par sa famille seraient reversés à l'État indépendant de Scott "comme un sanctuaire pour les soldats tombés (lors de la Seconde Guerre mondiale)" avec un monument en hommage à Jennings, Gason et Marion Ellis.
La proclamation est finalement abrogée par le comté de Scott en 1986. La pétition pour la réadmission dans le Tennessee est un succès, elle est solennellement accordée, même si l'État n'a jamais reconnu la sécession.

## Source, notes et références
1. ↑  Opinionator: Exclusive On-Line Commentary From The Times, New York Times, 11 juin 2011

- (en) Cet article est partiellement ou en totalité issu de l’article de Wikipédia en anglais intitulé « State of Scott » (voir la liste des auteurs).